# 堺市立三原台小学校
堺市立三原台小学校（さかいしりつみはらだいしょうがっこう）は、大阪府堺市南区にある公立小学校。
泉北ニュータウン泉ヶ丘地区の三原台を校区とする。三原台の開発・入居開始に伴い、泉北ニュータウンで4番目の公立小学校として1971年に設置された。

## 沿革
- 1971年4月1日 - 堺市立三原台小学校として開校。
- 1972年4月1日 - 堺市立高倉台小学校の開校に伴い、高倉台在住の児童は高倉台小学校へ転出。

## 通学区域
- 堺市南区 三原台1-4丁。

卒業生は基本的に堺市立三原台中学校に進学する。

## 交通
- 南海泉北線 泉ケ丘駅から南海バス泉北泉ヶ丘地区線「三原台回り（13系統）」に乗車し、「三原台小学校前」バス停下車、徒歩2分。